# Guatemala
 Ovo je glavno značenje pojma Guatemala. Za druga značenja pogledajte Guatemala (razdvojba).
Guatemala (Ciudad de Guatemala, službeno La Nueva Guatemala de la Asunción) glavni je grad srednjoameričke države Gvatemale.

## Povijest
Prvo naselje na ovom području osnovao je narod Maja prije više od 2 000 godina. Ruševine toga naselja (Kaminaljulju) i danas se nalaze u centru grada. Godine 1620. na El Carmenu nastaje novi grad. Tiskara je osnovana 1660. godine. Nakon što je Stara Guatemala srušena u potresu dana 26. srpnja 1773., glavnim se gradom svih španjolskih srednjoameričkih kolonija 27. rujna 1775. proglašava današnja Guatemala.
Danas Guatemala ima oko 3 000 000 stanovnika, a na nadmorskoj je visini od 1 533 metara. Najveći je grad Gvatemale i cijele Srednje Amerike.

## Vanjske poveznice
- Službena stranica